# MV Wakashio-olyckan
MV Wakashio-olyckan var ett oljeutsläpp år 2020 i Indiska oceanen i Mauritius. Olyckan anses vara den allvarligaste någonsin av sitt slag i Mauritius. Även om själva utsläppet var mindre än vid andra fartygsolyckor så påverkade det både naturreservat, korallrev och Ramsarområden.

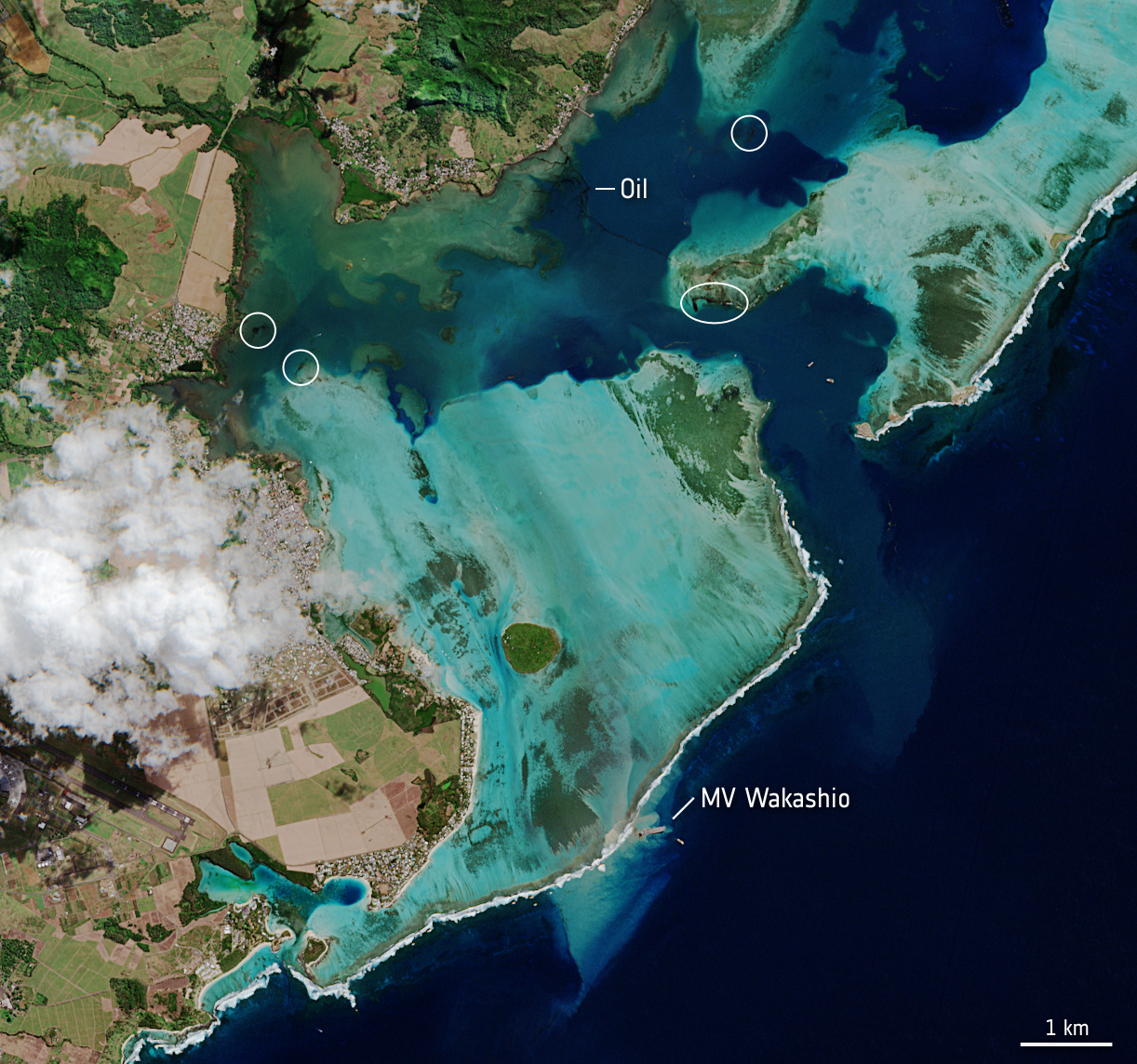
Oljeutsläppet (mörka stråk) sett från Copernicus Sentinel-2, 11 augusti 2020.

## Fartyget
MV Wakashio är ett 299 meter långt och 50 meter brett bulkfartyg med en 
bruttodräktighet på 101 932 ton. Det byggdes år 2007 i Kawasaki i Japan och seglar under panamaflagg. Fartyget ägs av Dae Ah Shipping i Sydkorea och är befraktat av Nagashiki Shipping i Japan. Vid olyckstillfället var fartyget på resa från Singapore till Tubarão i Brasilien utan last.

## Olyckan

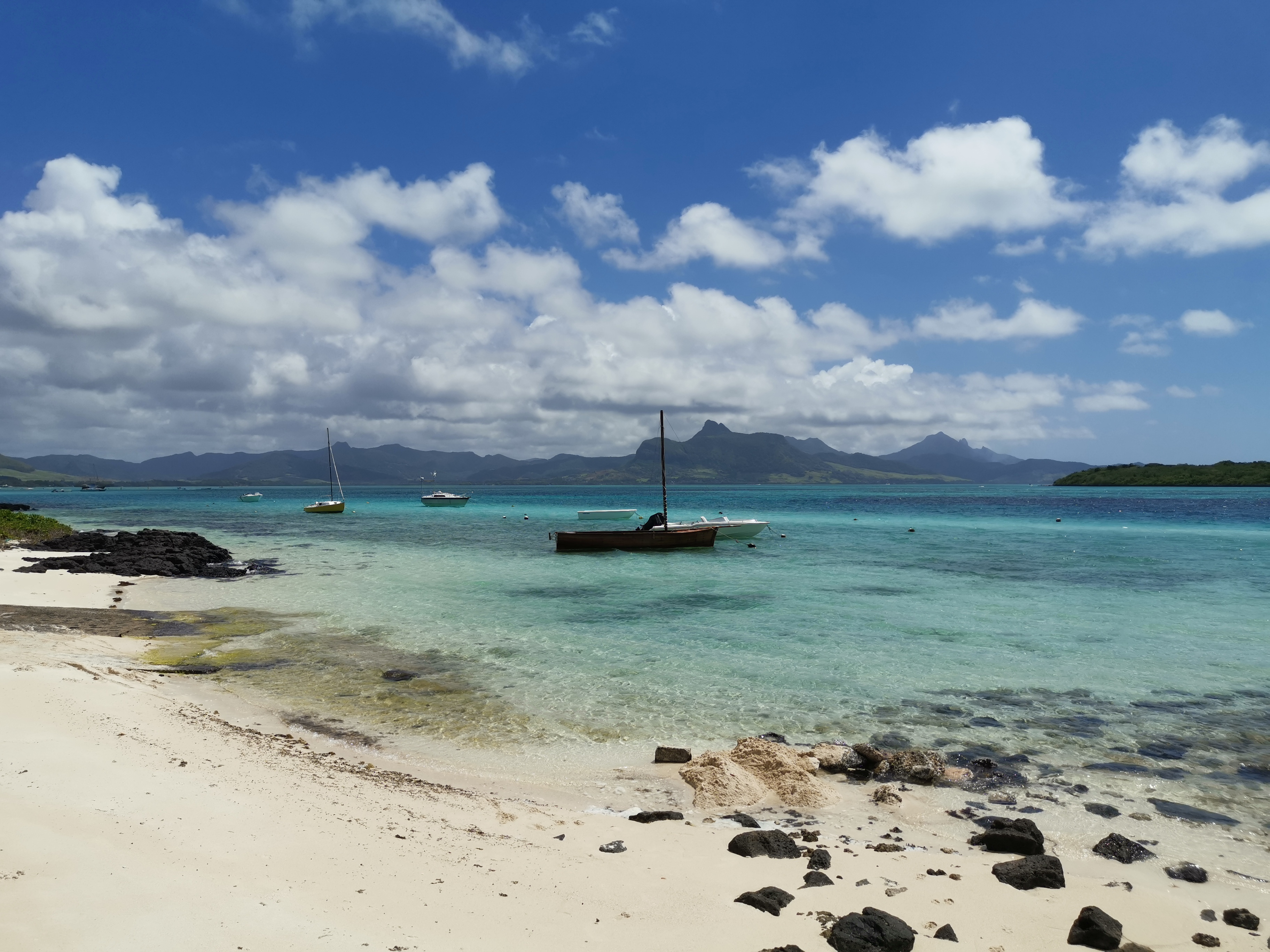
Pointe d'Esny före olyckan.

Den 25 juli 2020 gick det  panamaregistrerade bulkfartyget MV Wakashio på grund på ett korallrev på den sydöstra kusten av Mauritius vid Pointe d' Esny. Tre dagar senare upptäcktes att fartyget läckte olja och oljelänsar lades ut. Ombord på fartyget fanns omkring 3 500 ton lågsvavlig 
tjockolja (LSFO), 200 ton dieselolja och 90 ton smörjolja.
Den 31 juli började man att pumpa olja ur vraket och den 6 augusti läckte tjockolja ut från en oljetank. De mauritiska myndigheterna uppskattar att mellan 800 och 1 000 ton olja har läckt ut. Med hjälp från Frankrike vidtogs åtgärder för att skydda naturreservatet Blue Bay Marine Park. Den 12 augusti avslutades tömningen av vraket och man började att rengöra stränderna.
Den 16 augusti bröts fartyget i två delar och tre dagar senare bogserades det avbrutna förskeppet ut från kusten med hjälp av två bogserbåtar och sänktes 20 kilometer från land. Akterskeppet står kvar på grundet med uppskattningsvis 90 ton olja kvar i tankarna.

## Efterspel
Den 18 augusti 2020 arresterades fartygets kapten. Uppföljningar har visat att MV Wakashio seglade utanför den normala rutten. En delegation från Panama kommer att resa till Mauritius i samband med utredningen av olyckan.